# Гарольд Демсец
Гарольд Демсец (англ. Harold Demsetz, 31 травня 1930, Чикаго — 4 січня 2019) — американський економіст, професор економіки Каліфорнійського університету в Лос-Анджелесі.

## Життєпис
За походженням, онук європейських іммігрантів із Центральної та Східної Європи, народився і виріс на заході Чикаго.

### Освіта
Вивчав інженерну справу, лісове господарство й філософію в чотирьох університетах, 1953 року здобув ступінь бакалавра Іллінойського університету. 1954 року здобув ступінь магістра. 1959 року став кандидатом наук у Північно-Західному університеті. Коли Гарольд був аспірантом, він опублікував статтю в «Економетриці» і «Журналі політичної економії».

### Професійна діяльність
У 1958—1960 роках Демсец викладав у Мічиганському університеті, у 1960—1963 роках у Каліфорнійському університеті у Лос-Анджелесі, у 1963—1971 роках у вищій школі бізнесу при Чиказькому університеті. 1971 року повернувся на постійне місце роботи в економічний відділ Каліфорнійського університету, який потім очолював у 1978—1980 роках. Гарольд Демсец також був пов'язаний із центром морського аналізу та інститутом Гувера. Був співробітником американської академії мистецтв і наук, директором товариства Мон Пелерін. 1996 року — президент асоціації західної економіки.

## Робота
Гарольд Демсец належав до Чиказької школи економічної теорії й був одним із прихильників підходу, який називається нова інституціональна економіка. Він є засновником галузі управлінської економіки. Гарольд розширив теорію прав власності, що сьогодні переважає в галузі права та економіки. Попри те, що Демсец ніколи не використовував теорію ігор, він є головною фігурою в індустріальній організації через свої праці з теорії фірми, антимонопольної політики та регулювання бізнесу. Його описовий стиль, позбавлений математичного формалізму, є незвичним для тих, хто почав кар'єру після 1950 років. 1969 року Гарольд винайшов термін «помилка нірвани». Стаття Демсеца і Армена Алчіана «Виробництво, інформація та економічна організація» 1972 року була обрана як одна із двадцяти найбільш важливих статей, опублікованих у першому столітті Американського економічного огляду.

## Публікації
- 1967 «До теорії прав власності» («Toward a Theory of Property Rights»).
- 1968 «Чому регулюють комунальні послуги?» («Why Regulate Utilities?»).
- 1969 «Інформація та ефективність: інша точка зору» («Information and Efficiency: Another Viewpoint»).
- 1972 (разом з Арменом Алчіаном) «Виробництво, інформація та економічна організація», («Production, Information Costs and Economic Organization»).
- 1973 «Структура промисловості, ринкова конкуренція та державна політика» («Industry Structure, Market Rivalry and Public Policy»).
- 1979 «Облік реклами як бар'єр для входу» («Accounting for Advertising as a Barrier to Entry»).
- 1982 «Економічні, правові та політичні виміри конкуренції» («Economic, Legal, and Political Dimensions of Competition»).
- 1988 «Організація господарської діяльності», 2 т., Блеквелл,  («The Organization of Economic Activity», 2 vols., Blackwell)
- 1994 (з Алексісом Жаккеміном) «Економіка антимонопольного законодавства: нові виклики політиці конкуренції», («Anti-trust Economics: New Challenges for Competition Policy»).
- 1995 «Економіка підприємницької фірми: сім критичних коментарів» («The Economics of the Business Firm: Seven Critical Commentaries»).
- 1997 «Примат економіки: пояснення порівняльного успіху економіки в суспільних науках» («The Primacy of Economics: An Explanation of the Comparative Success of Economics in the Social Sciences»).
- 2011 «Від економічної людини до економічної системи: нариси про поведінку людини та інститути капіталізму» («From Economic Man to Economic System: Essays on Human Behavior and the Institutions of Capitalism»).